# 陸懋龍
陸懋龍（1538年—1603年），字啓原，號錦沙、珍所，浙江寧波府鄞縣人，原籍慈溪，軍籍，明朝政治人物，官至湖廣參政。

## 生平
隆慶四年（1570年）浙江鄉試第六名舉人，萬曆五年丁丑舉進士，以父喪未廷试，八年（1580年）登庚辰科進士第三甲第七十名。都察院觀政，初授合肥县知县，以治行高等，十三年七月除授兵科給事中，十五年四月升吏科右，十六年三月升礼科左，本年主考广东，十七年三月升刑科都，十九年三月升湖廣布政使司右參政，駐澧州，秉直不畏强暴，謝政歸。著有《霜镜集》、《辟尘集》、《悟香集》。

## 家族
高祖陸垕，是刑部尚書陆瑜從弟，有學行，舉于乡，早卒。曾祖父陸偉；祖父陸鎡（陆镒），曾任王府典膳；父親陸湳（陆蒲），曾任嵩明州同知。母屠氏；生母葉氏。兄陸攀龍。子陸寶，字敬身，太学生，娶聞淵曾孫女。女婿杨秉恂，是福建按察使杨德政之子。孫陸經，聘湖廣副使周應治孫女。